# 孔雀乌贼
孔雀乌贼（学名：Taonius pavo），是管鱿目小頭魷科Taonius属的一种。主要分布于中国大陆，常栖息在水深1180米。